# Mina Celentano
«Mina Celentano» (укр. «Міна і Челентано») — перший спільний студійний альбом італійського співака і кіноактора Адріано Челентано та співачки Міни, випущений 14 травня 1998 року під лейблами «Clan Celentano» і «PDU».

## Про альбом
Альбом «Mina Celentano», випущений 14 травня 1998 року — спільний проєкт Адріано Челентано і італійської співачки Міни, за задумом дружини співака Клаудії Морі. Альбом став найпродаванішим у 1998 році в Італії (понад 1.600.000 проданих копій і 1.000.000 поза межами Італії) та найбільш тиражованим у творчості Міни.
Музика альбому представлена стилями поп-рок, шансон і європоп. Головною темою пісень альбому стали любовні стосунки. Аранжування до альбому створювали: син Міни — Массімільяно Пані і Марко Ваккаро. 
Популярність композиції на апулійському діалекті «Che t'aggia di» («Що такого я сказала») з цього диску була настільки великою, що було прийнято рішення створити анімаційний музичний відеокліп, який виявився не менш вдалим, ніж сама пісня. Пісня альбому «Brivido Felino» випускалася як сингл.
Альбом випускався на CD, LP-платівках і касетах. Диск видавався в Італії, Росії і Греції. Видання альбому містило буклет з коміксами, де Челентано і Міна зображені у вигляді антропоморфних гусей, а також колекцію фотографій. У цьому ж стилі оформлена обкладинка альбому. Існує спеціальне дводискове «Різдвяне видання» — воно містить мультиплікаційний відеокліп, фотоальбом, інтерактивні ігри та тексти пісень. У 2011 році вийшло перше ремастоване перевидання альбому.
У 2016 році вийшов другий спільний альбом Челентано і Міни — «Le migliori».

## Трек-лист
| #     | Назва                                              | Автор                                 | Тривалість |
| ----- | -------------------------------------------------- | ------------------------------------- | ---------- |
| 1.    | «Acqua e sale» (Вода та сіль)                      | Джованні Донцеллі, Вінченцо Леомпорро | 4:42       |
| 2.    | «Brivido felino» (Котяче тремтіння)                | Стефано Ченчі, Паоло Аудіно           | 3:44       |
| 3.    | «Io non volevo» (Я не хотів)                       | Адріано Челентано                     | 4:08       |
| 4.    | «Specchi riflessi» (Зеркальне відображення)        | Джованні Донцеллі, Вінченцо Леомпорро | 4:59       |
| 5.    | «Dolce fuoco dell'amore» (Солодке полум'я кохання) | Джулія Фасоліно                       | 4:39       |
| 6.    | «Che t'aggia di» (Що такого я сказала?)            | Адріано Челентано                     | 5:09       |
| 7.    | «Io ho te» (Я для тебе)                            | Джованні Донцеллі, Вінченцо Леомпорро | 4:54       |
| 8.    | «Dolly» (Доллі)                                    | Адріано Челентано, Марко Ваккаро      | 5:35       |
| 9.    | «Sempre sempre sempre» (Завжди, завжди, завжди)    | Луїджи Албертеллі, Енріко Ріккарді    | 4:46       |
| 10.   | «Messaggio d'amore» (Послання кохання)             | Массімільяно Пані                     | 2:36       |
| 45:16 |                                                    |                                       |            |

## Учасники запису
- Вокал — Адріано Челентано, Міна;
- Фортепіано, акордеон, електрогітара — Даніло Ріа;
- Клавішні — Ніколо Фрагіле, Массімільяно Пані;
- Ударні — Альфредо Голіно, Мауріціо Дей Лаццаретті;
- Бас-гітара — Массімо Моріконі;
- Акустична гітара, електрогітара — Джорджіо Кокілово, Умберто Фіорентіно, Паоло Джаноліо, Массімо Варіні;
- Бек-вокал — Адріано Челентано, Ману Кортезі, Стефано Де Мако, Джулія Фасоліно, Морено Феррара, Массімільяно Пані, Сільвіо Поццолі, Сімонетта Роббіані, Пауло Розетте;
- Аранжування — Массімільяно Пані, Марко Ваккаро.

## Чарти
| Країна (1998)                 | Максимальна позиція |
| ----------------------------- | ------------------- |
| Італія                        | 1                   |
| Швейцарія                     | 39                  |
| Рейтинг на кінець року (1998) | Позиція             |
| Італія                        | 1                   |

Чарти Швейцарії
| Позиція | 48 | 47 | 46 | 44 | 39 | 40 | 50 |

## Ліцензійні видання

### Альбом
| Назва                                             | Лейбл                              | Маркування  | Країна | Рік  |
| ------------------------------------------------- | ---------------------------------- | ----------- | ------ | ---- |
| Mina Celentano (CD, Album, Dig)                   | Clan Celentano, PDU                | RTI 90012   | Італія | 1998 |
| Adriano Celentano & Mina (CD, Album, Unofficial)  | не вказано                         | не вказано  | Росія  | 1998 |
| Mina Celentano (Buon Natale) (CD, Album + CD-ROM) | RTI Music                          | RTI 90042   | Італія | 1998 |
| Mina Celentano (CD, Album, Dig)                   | FM Records                         | FM 1031     | Греція | 1998 |
| Mina Celentano (CD, Album, Dig)                   | Clan Celentano, S4                 | 4970402     | Італія | 1998 |
| Mina Celentano (CD, Album, Unofficial)            | Clan Celentano                     | RTI 90012   | Росія  | 1998 |
| Mina Celentano (CD, Album, Unofficial)            | RTI Music (2)                      | RTI 90012   | Росія  | 1998 |
| Mina Celentano (Cass, Album)                      | RTI Music                          | RTI 90014   | Італія | 1998 |
| Mina Celentano (LP, Album, Ltd, Blu)              | RTI Music                          | RTI 90011   | Італія | 1998 |
| Mina Celentano (CD, Album + CD-ROM)               | RTI Music Srl, Clan Celentano, PDU | RTI 90052   | Італія | 1999 |
| Mina Celentano (CD, Album, RM)                    | Sony Music                         | 88697874272 | Італія | 2011 |

### Сингли
| Назва                              | Лейбл      | Маркування | Країна | Рік  |
| ---------------------------------- | ---------- | ---------- | ------ | ---- |
| Brivido Felino (CD, Single, Promo) | FM Records | FM 2288    | Європа | 1998 |